# Niwaella
Genre
Niwaella est un genre de poissons d'eau douce téléostéens de la famille des Cobitidae (ordre des Cypriniformes).

## Répartition
Les espèces du genre Niwaella sont originaires d'Asie.

## Liste des espèces
Selon World Register of Marine Species (9 décembre 2023) :
- Niwaella delicata (Niwa, 1937)
- Niwaella laterimaculata (Yan & Zheng, 1984)
- Niwaella longibarba Chen & Chen, 2005
- Niwaella multifasciata (Wakiya & Mori, 1929)
- Niwaella xinjiangensis Chen & Chen, 2005

## Classification
Le nom valide complet (avec auteur) de ce taxon est Niwaella Nalbant, 1963.

## Publication originale
- (en) T.T. Nalbant, « A study of the genera of Botiinae and Cobitinae (Pisces, Ostariophysi, Cobitidae) », Travaux du Muséum 'Histoire Naturelle "Grigore Antipa", Roumanie, vol. 4, no 11,‎ 1963, p. 343-379 (ISSN 1223-2254, e-ISSN 2247-0735).

## Étymologie
Le nom générique, Niwaella, a été donné en l'honneur de l'ichtyologiste japonais Hisashi Niwa qui a décrit l'espèce Niwaella delicata choisie comme type pour ce genre.